# Heliconius juno
Heliconius juno är en fjärilsart som beskrevs av Riffarth 1900. Heliconius juno ingår i släktet Heliconius och familjen praktfjärilar. Inga underarter finns listade i Catalogue of Life.